# Мочилно
Мочилно (словен. Močilno) је насељено место у словеначкој општини Радече у покрајини Долењска која припада Посавској регији. До јануара 2014. је припадало Савињској регији. Сада се налази у Доњепосавској регији
Мочилно се налази на надморској висини од 579,8 м, површине 3,25 км². Приликом пописа становништва 2011. године насеље је имало 103 становника. 
Насеље има цркву Светог Николе из 17. века, која припада парохији Радече, У близини је Гашпарев кестен, 400 година старо дрво и фарма нојева.

## Гашпаров кестен
Гашпаров кестен је најдебље стабло питомог кестена (Castanea sativa) у Словенији. Расте на Гашпаревом имању у Мочилном . То је после Најевске липе друго најдебље словеначко дрво. Стабло у пречнику има 10,71 м, висина се процењује на 18 м. Крошња дрвета састоји се од четири врха дебљине: 5,67; 4,07; 3,85 и 3,71 м. Средњи врх се суши.